# Амбарцумян, Александр Александрович
Александр Александрович Амбарцумян (30 апреля 1981, Махачкала, Дагестанская АССР, РСФСР, СССР) —  российский тхэквондист и тренер, чемпион и призёр чемпионатов России.

## Спортивная карьера
Тхэквондо начал заниматься в 1995 году в ДГЦБИ министерства спорта Республики Дагестан в Махачкале. Занимался у Магомеда Абдуллаева. С 1996 по 1998 годы участвовал на юношеских чемпионатах мира и Европы, также трижды становился призёром чемпионатов России. В 1999 году стал победителем чемпионата России по ОВК. В 2000 и в 2004 году выиграл чемпионат России по тхэквондо. В 1999 году участвовал на чемпионате мира по тхэквондо. В 2000 и в 2004 году участвовал на чемпионатах Европы. После окончания спортивной карьеры работал директором федерации тхэквондо Дагестана, а также куратором тхэквондо в Федерации боевых искусств Дагестана.

## Личная жизнь
В 1997 году окончил школу №13 в Махачкале. В 2002 году окончил Дагестанский государственный педагогический университет, правовой факультет. Младший брат — Гай, также тхэквондист, чемпион и призёр чемпионатов России.

## Достижения
- Чемпионат России по тхэквондо (ОВК) 1999 — ;
- Чемпионат России по тхэквондо 2000 — ;
- Чемпионат России по тхэквондо 2004 — ;